# Frutuoso Barbosa
Frutuoso Barbosa (Viana do Castelo, c. 1530 - Portugal, c. 1599) foi um fidalgo da Casa Real e um rico comerciante de pau-brasil, em Olinda, na capitania de Pernambuco (Nova Lusitânia), do donatário Duarte Coelho. Foi nomeado "Capitão de Mar e Terra da gente que haveria de levar à conquista da Paraíba e Capitão da fortaleza que deveria ser construída na Paraíba, no sítio denominado Cabedelo", por chancelaria de D. Henrique I, o cardeal-rei, em 1579. Frutuoso Barbosa era filho de Antonio Barbosa (c. 1498 - ?) e Brites Paes (c. 1504 - ?) e casado com Felipa Cardigo. Se envolveu também com Maria Jacques, com quem teve dois filhos e duas filhas.

## Biografia

#### 1ª Expedição de Frutuoso Barbosa para a Paraíba
De passagem por Portugal, Frutuoso Barbosa propôs ao Rei conquistar a Paraíba, e colonizá-la, em troca de ser, em adiantado, por dez anos, o capitão-mor da dita capitania e dela podendo cobrar todas as rendas. Saiu de Lisboa com sua expedição, composta de quatro naus, com parentes, famílias de colonos, franciscanos, beneditinos e carmelitas, soldados, munições e outros meios materiais necessários à colonização, em 1580, porém ataques de corsários, tormentas e ventos contrários dispersaram a frota e, parte dela veio dar à costa do Brasil, parte foi dar às Índias Ocidentais, incluindo a nau de Frutuoso. Sua esposa faleceu durante a viagem e, vendo frustrada sua iniciativa, ele retornou a Portugal.

#### 2ª Expedição de Frutuoso Barbosa para a Paraíba
Em 1582, Frutuoso retornou a capitania de Pernambuco para cumprir sua parte no contrato firmado entre ele e a Coroa, sob ordens de Filipe I, Rei da Espanha e de Portugal. Com o apoio, por terra, de tropas comandadas por Simão Rodrigues Cardoso, Capitão e Ouvidor-Mor de Pernambuco, partiu com suas naus, mais algumas caravelas das capitanias de Pernambuco e Itamaracá. Ao chegar à foz do rio Paraíba deparou-se com oito naus francesas, das quais, incendiou cinco. Ao desembarcarem, suas tropas foram pegas em uma cilada na qual morreram mais de quarenta homens, entre eles, seu filho. As naus, então, retornaram a foz do rio, aguardando Simões Rodrigues. Com a chegada da tropa, combateram durante dias os Potiguares até atravessarem o rio para sua banda norte, constatando ali que o lado sul do rio (Cabedelo) não era um sítio adequado para o povoamento e construção de um forte pela falta de água potável e que do lado norte havia muitos Potiguaras. Retornaram, às pressas, para Olinda. Em Olinda, Frutuoso Barbosa casou-se, novamente, com Felipa Cardiga, com quem teve dois filhos: Simão Barbosa Cordeiro e Madalena Barbosa.

#### 3ª Expedição de Frutuoso Barbosa para a Paraíba
Em 01 de março de 1584, o Almirante Diego Flórez de Valdés partiu com de Salvador sua armada e mais dois galeões comandados por Diogo Flores, acompanhado pelo Ouvidor-Geral  Martim Leitão, o Provedor da Fazenda e Mantimentos da Armada, Martim Carvalho e Frutuoso Barbosa para conquistar a Paraíba. Em Pernambuco, para arregimentar forças para uma expedição por terra. Enquanto as forças de terra, lutavam para chegar ao seu destino enfrentando pouca resistência, Diego Flórez, chegou ao Paraíba e lá encontrou seis naus francesas próximas a um fortim. Em uma breve batalha, Flórez, incendiou cinco naus, deixou uma escapar e destruiu o fortim. Finda a batalha, encontraram-se com as tropas de terra. Flórez determinou que o forte seja construído, não à margem direita (sul), mas á margem esquerda (norte) da foz do rio, defronte à ponta da Ilha da Restinga, contrariando Frutuoso Barbosa. Em 01 de maio de 1584, dia de sua partida para a Espanha, nomeou para o comando do forte, Francisco de Castrejón, capitão de infantaria e homem de sua confiança, guarnecendo-o com cento e dez arcabuzeiros espanhóis, um galeão e dois patachos, nomeou Frutuoso Barbosa governador do povoado que ainda ia se formar, deixando sobre seu comando cinquenta "portugueses”, e, ainda, nomeou o forte de São Felipe e São Tiago, em homenagem ao Rei.

#### Fortim São Filipe
Durante os meses que ali passaram, os homens do Forte São Filipe lutaram contra os índios Potiguaras, a fome, a falta de armamentos e munições, as doenças pela falta de água potável e, ainda, contra si mesmos. Frutuoso Barbosa não aceitava o comando de Castrejón. Em março de 1585, após a união das tribos Tabajaras de Braço de Peixe com os Tabajaras, sitiados por uma grande horda de índios, foram socorridos pelas tropas de Pernambuco comandadas por Martim Leitão. Frutuoso então abandona o forte renunciando às suas pretensões sobre aquelas terras.,

#### Capitania Real da Paraíba

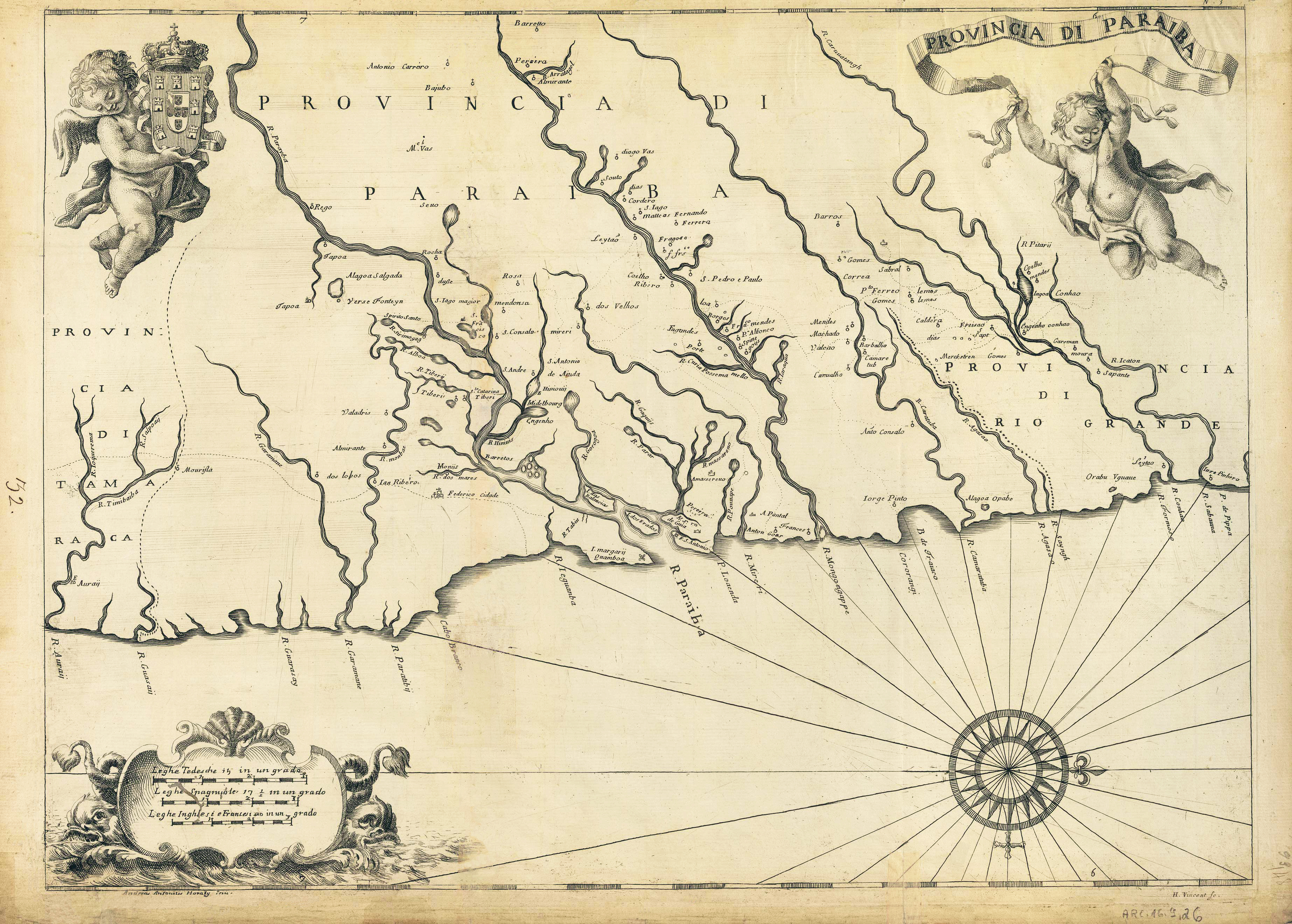
Capitania da Paraíba (1698)

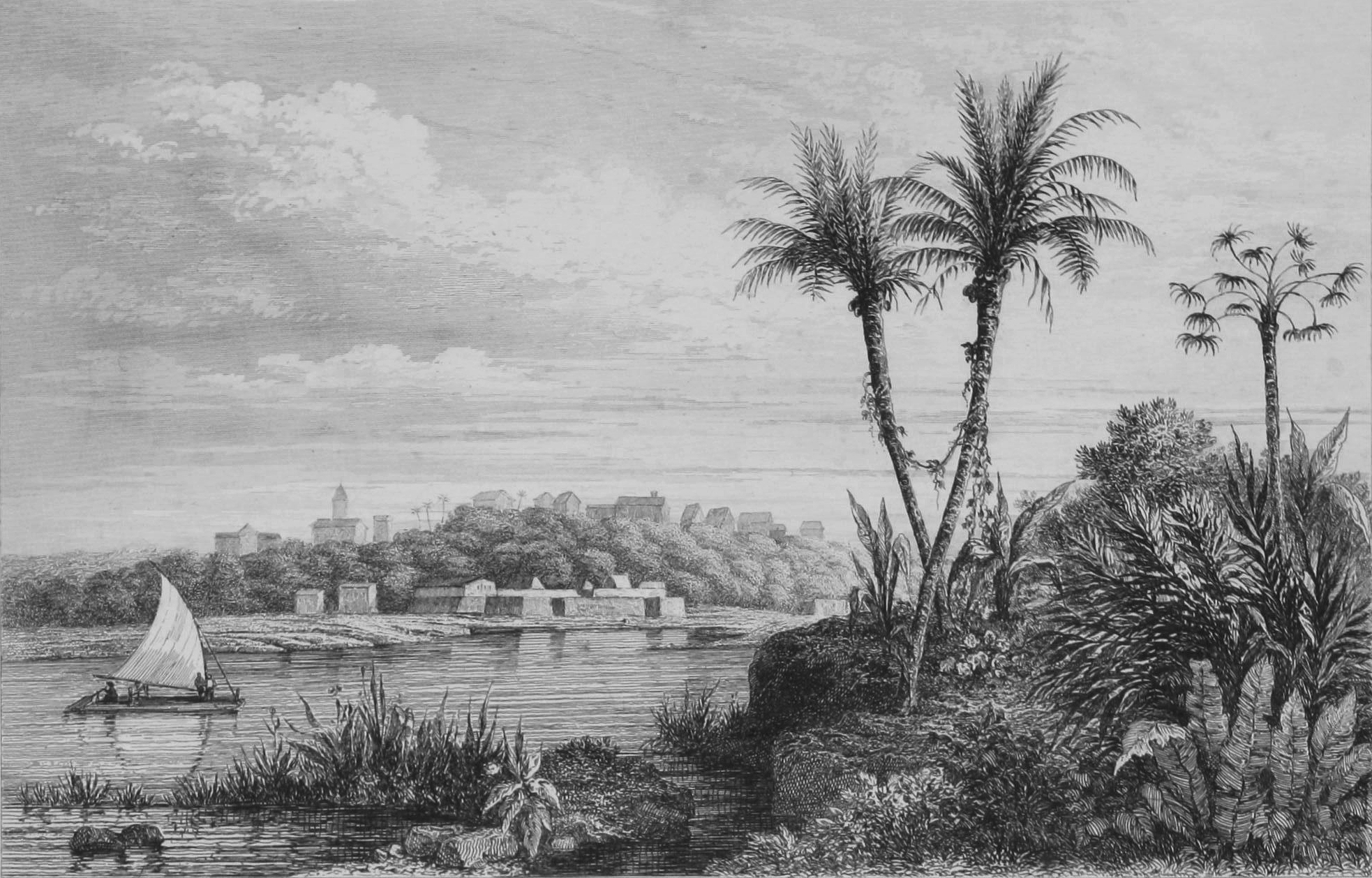
Antiga Povoação da Parahyba - Gravura de A.F. Lemaitre

No dia 05 de agosto de 1585, João Tavares, que havia se encontrado com Braço de Peixe e outros caciques para acertar os termos da paz entre os tabajaras e os portugueses, retornou para Olinda com o acordo selado, era dia de Nossa Senhora das Neves. No dia 04 de novembro de 1585, Martim Leitão, em um lugar não muito longe do local onde foi selada a paz, assentou as bases do forte que chamou de (Forte de Nossa Senhora das Neves ou Forte do Varadouro) e, perto dele, no alto de uma colina não muito distante do cais natural do Rio Sanhauá (atual bairro do Varadouro) mandou construir a capela, futura matriz, sob a invocação de Nossa Senhora das Neves. Ali ficaria a primeira cidade da Paraíba, a povoação que viria a ser chamada pelos colonos de Nossa Senhora das Neves, em lembrança ao dia em que foi selada a paz com os Tabajaras. Em janeiro de 1586, findas as obras do forte, Martim Leitão, o Ouvidor-Geral, nomeou  João Tavares como seu capitão.[carece de fontes?]

#### Governador e Capitão-Mor da Capitania Real da Paraíba Frutuoso Barbosa (1588-1591)
Frutuoso Barbosa, por procuração a D. Pedro de la Cueva, recorreu na Corte Real para reaver os seus direitos sobre a capitania da Paraíba conseguidos em 1579. Em 1588, o Oficial D. Pedro de La Cueva chega de Lisboa com uma provisão real para reclamar por seus direitos. João Tavares, então Governador, entregou seu cargo no início de agosto de 1588. Com Frutuoso Barbosa reconhecido como Governador, Capitão-Mor e Sesmeiro, em agosto de 1588, a Cidade Real de Nossa Senhora das Neves passou a ser reconhecido como a Cidade Real de Filipéia de Nossa Senhora das Neves. Pela mesma provisão, D. Pedro de La Cueva tornou-se Capitão de todos os soldados espanhóis e de todos os fortes na Paraíba. No início de 1589, chegou a Paraíba a Ordem dos Frades Franciscanos, instalada em Olinda desde 1585. No mesmo ano, Frei Melchior de Santa Catarina, construiu o Convento de São Francisco e depois retornou para Olinda. Os frades capuchinhos começaram a trabalhar a doutrinação nas aldeias de Guarajibe, Mangue e outras, que não eram trabalhadas pelos jesuítas. Em 1589, Fructuoso Barbosa mandou construir o Forte de Cabedelo (Santa Catarina) transferindo as armas do Forte da Restinga, com a ajuda dos Tabajaras de Pirajibe, que recebiam pagamento, terminando o trabalho em outubro de 1589. As desavenças entre o capitão espanhol La Cueva e o governador Frutuoso Barbosa começaram logo de início, e ocupados com suas discordâncias, descuidaram da defesa da capitania e, com isso, os Potiguaras voltaram a se instalar na Paraíba e a atacar fazendas e aldeias amigas. Em 1590, as capitanias de Itamaracá e Pernambuco, depois de um pedido de ajuda dos colonos da Paraíba, enviaram uma tropa comandada por João Tavares, que na jornada adoeceu e morreu, sendo substituído por Pero Lopes Lobo que, unindo forças aos homens de La Cueva e aos Tabajaras de Pirajibe e Guarajibe, conseguiu repelir os invasores e destruir as aldeias próximas e depois foram até a Serra da Copaoba e Baia da Traição, destruindo uma fortificação indígena com pouca resistência e capturando muitas mulheres e crianças. Ao retornar Pero Lopes fez Frutuoso e La Cueva apertarem-se as mãos em sinal de paz, porém as desavenças entre os dois, Governador e Capitão, continuaram. Terminada a batalha, Frutuoso mandou construir um forte às margens do rio Inhobi, para que a sombra dele se construíssem mais engenhos, porém La Cueva recusou ajuda alegando não haver ordens do Rei para isso. Então Frutuoso pediu aos frades que instigassem os índios a construí-lo, sem receberem nada, e nomeia como seu capitão, Pedro Coelho de Souza. El Rei, D. Filipe I da Espanha, comunicado dos problemas mandou La Cueva retornar a Corte e, não suportando o fardo do Governo da Paraíba, Frutuoso Barbosa renunciou ao posto, em 1591.